# Astrakhanka
Astrakhan är en ort i Kazakstan.   Den ligger i oblystet Aqmola, i den centrala delen av landet, 120 km väster om huvudstaden Astana. Astrakhan ligger 302 meter över havet och antalet invånare är 6 459.
Terrängen runt Astrakhan är platt, och sluttar västerut. Runt Astrakhan är det mycket glesbefolkat, med 5 invånare per kvadratkilometer. Det finns inga andra samhällen i närheten. Trakten runt Astrakhan består i huvudsak av gräsmarker.